# Arnold Willem Pieter Verkerk Pistorius
Arnold Willem Pieter Verkerk Pistorius (Arnhem, 9 december 1838 – Den Haag, 23 oktober 1893) was een Nederlands schrijver. Hij was afkomstig uit Velp.

## Biografie
Verkerk Pistorius volgde de lagere school in Arnhem, en daarna de kostschool te Neuwied.
Van de school te Neuwied vertrok hij naar het Instituut van den Heer Bruinings Ingenhousz te Voorburg, een handelsschool. Hier had hij het echter niet naar zijn zin en vertrok al gauw naar de Landbouwschool in Groningen. Daarna verbleef hij korte tijd op Java om in een suikerfabriek te werken. In Nederland teruggekomen studeerde hij aan de Akademie te Delft voor Oost-Indisch ambtenaar zodat hij in Oost-Indië (het latere Indonesië) direct als ambtenaar aan de slag kon.
Hier schreef Pistorius meerdere studies over de 'Maleiers' in de Padangsche bovenlanden. Ze werden eerst in het Tijdschrift van Nederlandsch-Indië gepubliceerd en later in een bundel uitgegeven onder de titel "Studiën over de inlandsche huishouding in de Padangsche bovenlanden" (1871, Zalt-Bommel). Hij schreef hierna nog meerdere teksten over de bevolking aldaar.